# Darkest Day
Darkest Day är det amerikanska death metal-bandet Obituarys åttonde studioalbum, utgivet 2009 av skivbolaget Candlelight Records.

## Låtlista
1. "List of Dead" – 3:34
2. "Blood to Give" – 3:34
3. "Lost Inside" – 3:55
4. "Outside My Head" – 3:52
5. "Payback" – 4:29
6. "Your Darkest Day" – 5:07
7. "This Life" – 3:45
8. "See Me Now" – 3:22
9. "Fields of Pain" – 3:17
10. "Violent Dreams" – 1:59
11. "Truth Be Told" – 4:49
12. "Forces Realign" – 4:37
13. "Left to Die" – 6:20

- Text: John Tardy
- Musik: Donald Tardy och Trevor Peres

## Medverkande
Musiker (Obituary-medlemmar)
- John Tardy – sång
- Trevor Peres – rytmgitarr
- Ralph Santolla – sologitarr
- Frank Watkins – basgitarr
- Donald Tardy – trummor

Bidragande musiker
- Greg Gall – trummor
- Randy Gonzalez – trummor

Produktion
- Mark Prator – producent, ljudtekniker, ljudmix
- Tim Turan – mastering
- Trevor Peres – omslagsdesign
- Andreas Marschall – omslagskonst
- Silvia Nesi Jorge – foto
- Rudy de Doncker – foto